# Куп пет нација 1968.
Куп пет нација 1968. (службени назив: 1968 Five Nations Championship) је било 74. издање овог најелитнијег репрезентативног рагби такмичења Старог континента. а 39. издање Купа пет нација.
Гренд слем је освојила селекција Француске.

## Такмичење
Шкотска - Француска 6-8
Енглеска - Велс 11-11
Француска - Ирска 16-6
Велс - Шкотска 5-0
Енглеска - Ирска 9-9
Француска - Енглеска 14-9
Ирска - Шкотска 14-6
Ирска - Велс 9-6
Шкотска - Енглеска 6-8
Велс - Француска 9-14

## Табела
|   | Селекција                      | ИГ | Д | Н | И | ПД | ПП | ПР  | Б |  |
| - | ------------------------------ | -- | - | - | - | -- | -- | --- | - |  |
| 1 | Рагби репрезентација Француске | 4  | 4 | 0 | 0 | 52 | 30 | +22 | 8 |  |
| 2 | Рагби репрезентација Ирске     | 4  | 2 | 1 | 1 | 38 | 37 | +1  | 5 |  |
| 3 | Рагби репрезентација Енглеске  | 4  | 1 | 2 | 1 | 37 | 40 | -3  | 4 |  |
| 4 | Рагби репрезентација Велса     | 4  | 1 | 1 | 2 | 31 | 34 | -3  | 3 |  |
| 5 | Рагби репрезентација Шкотске   | 4  | 0 | 0 | 4 | 18 | 35 | -17 | 0 |  |

| Победник Купа пет нација 1968.              |
| ------------------------------------------- |
| Француска 5. титула првака Европе у рагбију |